# 三湾乡 (永新县)
三湾乡是中国江西省永新县下辖的一个乡，位于永新县西南部，毗邻井冈山市和湖南省茶陵县，中国共产党历史上著名的“三湾改编”即发生在这里。

## 行政区划
三湾乡下辖5个行政村：高车坳村、三湾村、汗江村、石口村、九陇村